# Batorówek
Batorówek – dawna osada, obecnie osiedle wchodzące w skład Szczytnej, położony w województwie dolnośląskim, w powiecie kłodzkim, w gminie Szczytna.

## Położenie
Mała osada położona na polanie w Górach Stołowych u podnóża Skalnych Grzybów, na wysokości 660–670 m n.p.m.

## Podział administracyjny
W latach 1945–1954 miejscowość należała do gminy Polanica Zdrój.
W latach 1975–1998 miejscowość administracyjnie należała do województwa wałbrzyskiego.

## Historia
Osada powstała w latach 1770-1771 po założeniu huty szkła w Batorowie. Osiedlili się tu drwale dostarczający drewno na potrzeby huty. Przez Batorówek prowadził stary trakt pocztowy z Pragi do Kłodzka zwany Praskim Traktem. W czasie ostatniej wojny jeńcy wojenni zbudowali Czarny Trakt z Chocieszowa, łączący się z Praskim Traktem. Obecnie Batorówek pełni funkcje osady leśnej i jest najwyżej położoną częścią gminy Szczytna.

## Turystyka
Przez osadę prowadzą szlaki turystyczne:
- droga Szklary-Samborowice – Jagielno – Przeworno – Gromnik – Biały Kościół – Żelowice – Ostra Góra – Niemcza – Gilów – Piława Dolna – Góra Parkowa – Bielawa – Kalenica – Nowa Ruda – Przełęcz pod Krępcem – Sarny – Tłumaczów – Gajów – Radków – Skalne Wrota – Pasterka – Przełęcz między Szczelińcami – Karłów – Lisia Przełęcz – Białe Skały – Skalne Grzyby – Batorówek – Batorów – Skała Józefa – Duszniki-Zdrój – Schronisko PTTK „Pod Muflonem” – Szczytna – Zamek Leśna – Polanica-Zdrój – Łomnicka Równia – Huta – Bystrzyca Kłodzka – Igliczna – Międzygórze – Przełęcz Puchacza[2]
- Polanica-Zdrój – Bukowa – Borowina – Niżkowa – Batorówek – Skalne Grzyby – Wambierzyce – Radków – Stroczy Zakręt

Na północ od Batorówka znajduje się skupisko skalnych form Skalne Grzyby, poniżej w kierunku południowym jest Cyganski Wąwóz z wyrobiskiem górniczym po kamieniołomie.